# Parque del Agua (Almacelles)

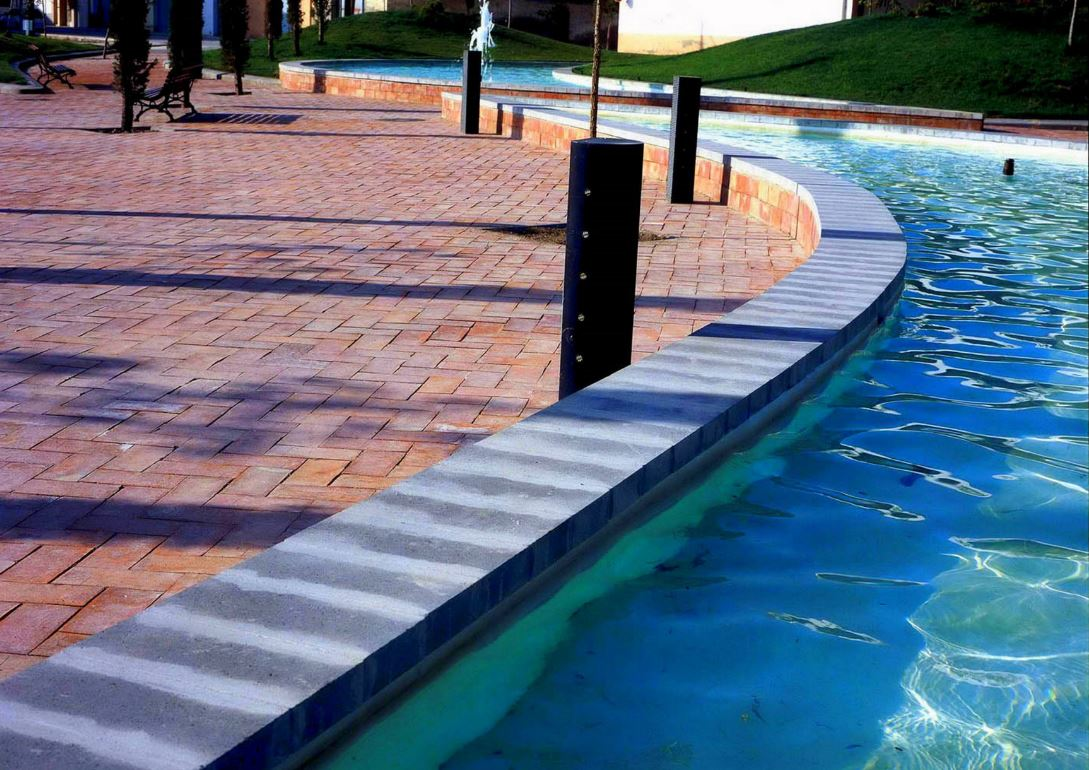
Recorrido peatonal

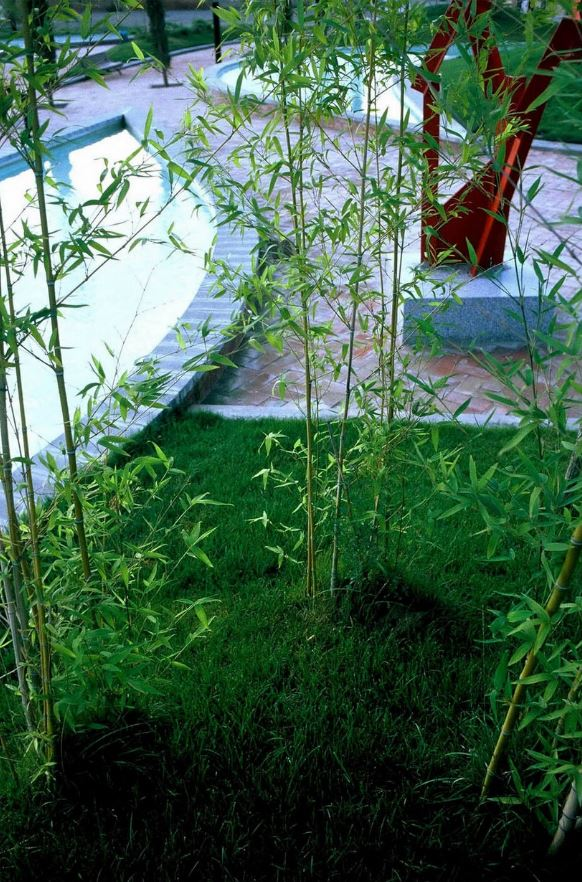
Espacio de transición

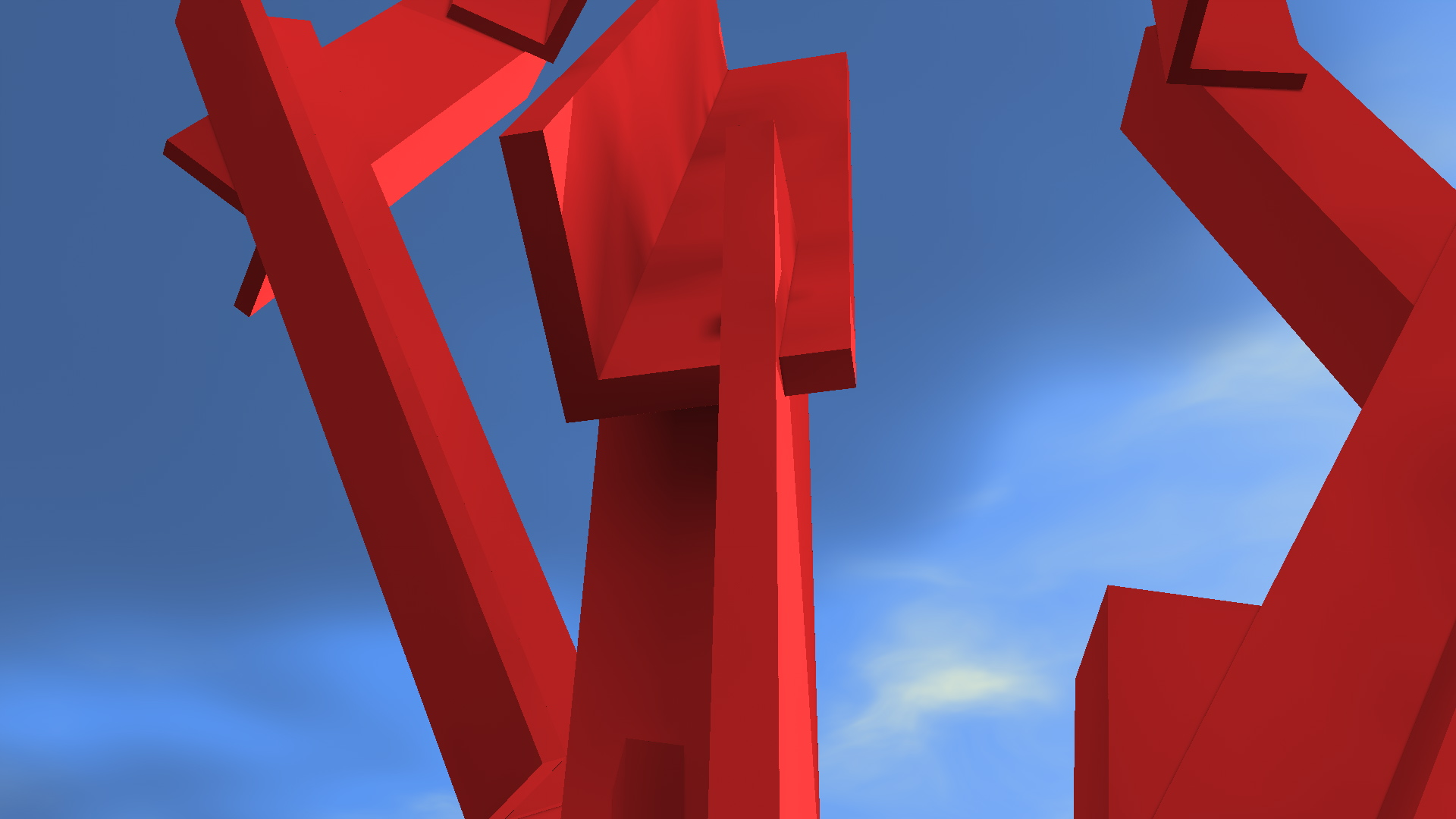
Escultura Arbre Vermell

El parque del Agua (en catalán: Parc de l'Aigua) se encuentra en Almacellas (Lérida), en la extensión del ensanche proyectado en 1771 por José Mas Dordal (autor de la basílica de la Merced en Barcelona). Fue creado en 2002 con un proyecto de Neus Solé y Daniel Navas, autores entre otras obras de ajardinamiento del parque de Can Sabaté y de los jardines de Walter Benjamin en Barcelona.
El parque ocupa el espacio de una manzana de la cuadrícula en la confluencia de las calles Mossèn Cinto Verdaguer, Maragall, Sant Roc y Miquel Servet. Recibe el nombre de parque del Agua en homenaje a la construcción en 1910 del Canal de Aragón y Cataluña, que supuso un cambio radical en la economía agrícola del Segriá.

## Descripción
El parque se define a través de la sutil alteración topográfica con la que crea un paisaje intermedio entre el espacio abierto y llano y la trama compacta construida. Sucesivas láminas serpenteantes de agua en forma de lúnulas acompañan el espacio en torno al protagonismo del agua y el verde, junto a unos recorridos sobre un suelo de piezas de cerámica maciza. Colocadas sobre la dimensión más pequeña nos recuerda la presencia de las ladrillerías (bòbiles) cercanas.
En relación con los límites urbanos que lo rodean, los lados más cortos dibujan el área de pavimentación más urbana junto con las arboledas más compactas, mientras que sobre los lados largos se definen las superficies más blandas y ondulantes, donde domina la superficie de césped y los grupos de arbustos, junto a plantas de temporada. Así, los recorridos peatonales se producen siguiendo la direccionalidad larga de la malla fundacional de Josep Mas.

## Esculturas y mobiliario urbano
El espacio se completa con las esculturas Arbres vermells, en acero laminado, que nos transportan a la desnuda forma de árboles sin hojas, paisajes de troncos y ramas en la intangible niebla que durante muchos días de invierno baña este paisaje. Sus autores, Daniel Navas y Neus Solé, lo son también, ente otras obras, de las esculturas Cavall vermell y Pirámide en los parques de La Farinera y Can Sabaté, en Mollet y Barcelona respectivamente.
El conjunto de mobiliario urbano se completa con las piezas de iluminación rasante diseñadas para este parque que, junto a la iluminación de los estanques, transforman este pequeño paisaje en un espacio más atractivo en la oscuridad de la noche.

## Vegetación
Entre las especies presentes en el parque se hallan: el viburnum dentatum, el phyllostachys aurea (bambú dorado), el liqidambar y el juniperus horizontalis, entre otras.